# Carmelo Psaila
Monsignor Carmelo Psaila, noto ai maltesi come Dun Karm Psaila, o semplicemente Dun Karm, (Żebbuġ, 18 ottobre 1871 – San Ġiljan/St. Julian's, 13 ottobre 1961), è stato un presbitero, scrittore e poeta maltese. In patria è considerato il poeta nazionale, come mostra l'iscrizione che sormonta l'ingresso della sua cappella funeraria nel cimitero di Żebbuģ: "Dun Karm/1871-1961/Il-Poeta Nazzjonali". 

## Biografia
La vita di Dun Karm, nell'arco dei suoi novant'anni, attraversa la pluridecennale "questione della lingua" che animò la politica maltese fino al 1936, e arriva fino alla vigilia dell'indipendenza.
Nel 1878 iniziò a frequentare la scuola primaria della natia Żebbuģ; dal 1885 proseguì la sua istruzione secondaria nel Seminario Arcivescovile minore, quindi nel 1888 nel Seminario maggiore intraprese gli studi che lo avviavano al sacerdozio. Contemporaneamente seguì i corsi di Filosofia (1888) e Teologia (1890) presso l'Università di Malta. Venne consacrato sacerdote nel 1894.
Tutta la sua formazione scolastica e accademica avvenne in un sistema imperniato sull'apprendimento della lingua italiana fin dalle elementari e in cui l'italiano era la lingua veicolare per l'insegnamento di tutte le materie di studio.
In Seminario tra il 1895 e il 1921 insegnò italiano, latino, inglese, aritmetica, cosmografia, geografia, storia ecclesiastica e archeologia cristiana. Nel 1921 fu nominato canonico onorario del Capitolo della Cattedrale e assistente bibliotecario della Biblioteca Nazionale Maltese. Nel 1923 diventò direttore della Biblioteca circolante e mantenne questo incarico fino al 1936.
Dun Karm visse a La Valletta fino al 1936, quando si trasferì a Sliema. Qui visse fino al 17 giugno del 1961, ma dal giugno 1940 al maggio 1945 si trasferì nella natia Żebbuġ per sfuggire ai bombardamenti. Gli ultimi mesi li trascorse nel Blue Sisters Hospital di St. Julian's, dove si spense il 13 ottobre del 1961. È sepolto nel cimitero del Sacro Cuore di Żebbuġ.

## Opera poetica
Dun Karm manifestò precocemente la sua vena poetica e fino al 1912, coerentemente con la formazione che aveva ricevuto, scrisse unicamente in lingua italiana. La prima poesia che di lui si ricorda fu La consacrazione episcopale, che comparve nel 1889 in un libretto stampato in occasione dell'insediamento del nuovo Arcivescovo di Malta. Comparvero poi due raccolte: Foglie d'alloro, nel 1896, e Versi, nel 1905.
Continuò a scrivere versi in italiano anche dopo il 1912, quando la sua produzione in maltese assunse sempre maggiore rilievo. Le sue poesie italiane sono state pubblicate da Giovanni Curmi nel 1954  e da Oliver Friggieri nel 2007, in un'edizione che può considerarsi definitiva.
Nel 1912 scrisse la sua prima poesia in maltese - Quddiem xbieha tal-Madonna (Davanti all'immagine della Madonna) -, rispondendo a un invito di Pawlu Galea e Ġużè Muscat Azzopardi, che la pubblicarono sul primo numero della loro rivista Il-Ħabib. Seguirono, poi, due raccolte: L-ewwel ward (Prime rose) nel 1914 e Ward iehor (Altre rose) nel 1920. Nel 1938, infine, pubblicò Il-jien u lil hinn minnu.
Nel 1980 Oliver Friggieri ha dato alle stampe l'edizione critica di tutte le poesie maltesi di Dun Karm.

## Le traduzioni
Scrive Oliver Friggieri: "Un'ultima prova della sua educazione italiana ci viene offerta dalle sue traduzioni. La più importante è quella dei Sepolcri foscoliani, pubblicata nel 1936." Dun Karm tradusse La quercia caduta, di Giovanni Pascoli, ed Egoismo e carità, di Antonio Zanella, ma al ben più impegnativo confronto con il Carme foscoliano si dedicò per alcuni anni, con l'intento di mostrare nella difficile sfida con l'originale le capacità espressive della lingua maltese.

## Inni
Carmelo Psaila fu anche autore di inni. Nel 1913, in occasione del XXIV Congresso Eucaristico Internazionale, che si svolse a Malta, compose l'inno T'adoriam, ostia divina, musicato da Giuseppe Caruana e subito divenuto popolare in tutto il mondo cattolico. Nel 1922 scrisse L-Innu Malti, musicato da Robert Samut, che fu adottato come inno maltese nel 1941 e confermato come inno nazionale nel 1964, quando fu conseguita l'indipendenza.

## Opera filologica e lessicografica
Nel 1921 Dun Karm fu uno dei fondatori dell'Associazione dagli scrittori maltesi (Ghaqda tal- kittieba tal-Malti), e ne divenne presidente nel 1927 e presidente onorario dal 1941 alla morte. L'associazione svolse un ruolo essenziale nella normalizzazione e standardizzazione della lingua, definendo l'alfabeto adottato nel 1934, quando il maltese fu dichiarato lingua ufficiale. Il lavoro lessicografico di Dun Karm, invece, produsse un dizionario inglese-maltese in tre volumi.

## Onorificenze e riconoscimenti
Nel 1956 fu insignito del titolo di Commendatore dell'Ordine dell'impero Britannico (Commander of the Order of the British Empire).
A Żebbuģ una lapide lo ricorda sulla casa natale; inoltre gli sono dedicati una via (Triq Dun Karm) e un busto nella piazza del mercato. A La Valletta un suo busto si trova all'ingresso della Biblioteca Nazionale. Una statua a figura intera, infine, gli è stata dedicata a Floriana.